# Paradise and Lunch
Albums de Ry Cooder
Boomer's Story
(1972) Chicken Skin Music
(1976)
Paradise and Lunch (1974) est le 4e album du guitariste, chanteur et compositeur américain, Ry Cooder.

## Présentation
L'album est un mélange de blues, country et negro spiritual. Dans le dernier morceau, "Diddy Wah Diddy," Ry Cooder fait un duo avec le légendaire pianiste de Jazz Earl "Fatha" Hines.

## Titres de l’album
1. "Tamp 'Em Up Solid" (traditionnel) – 3:19
2. "Tattler" (Washington Phillips, Ry Cooder, Russ Titelman) – 4:14
3. "Married Man's a Fool" (Blind Willie McTell) – 3:10
4. "Jesus on the Mainline" (traditionnel) – 4:09
5. "It's All Over Now" (Bobby Womack, Shirley Womack) – 4:49
6. "Fool for a Cigarette/Feelin' Good" (Sidney Bailey, J. B. Lenoir, Jim Dickinson) (medley) – 4:25
7. "If Walls Could Talk" (Bobby Miller) – 3:12
8. "Mexican Divorce" (Burt Bacharach, Bob Hilliard) – 3:51
9. "Ditty Wah Ditty" (Arthur Blake) – 5:42

## Musiciens
- Ry Cooder - guitare, voix
- Milt Holland – batterie, percussions
- Jim Keltner – batterie
- Russ Titelman, Chris Etheridge – guitare basse
- Ronnie Barron – piano, orgue
- Red Callender, John Duke – guitare basse
- Plas Johnson – saxophone alto
- Oscar Brashear – cornet
- Bobby King, Gene Mumford, Bill Johnson, George McCurn, Walter Cook, Richard Jones, Russ Titleman, Karl Russell – voix